# Andy Dodd
 (septembre 2018).
Si vous disposez d'ouvrages ou d'articles de référence ou si vous connaissez des sites web de qualité traitant du thème abordé ici, merci de compléter l'article en donnant les références utiles à sa vérifiabilité et en les liant à la section « Notes et références ».
Andy Dodd, de son vrai nom Andrew Creighton, né le 28 mars 1977 à Los Angeles, est un auteur-compositeur, parolier,  multi-instrumentiste, producteur de musique et arrangeur américain. Il a fondé avec ses associés, Adam Watts et Gannin Arnold, le label Red Decibel Music Group. 

## Carrière professionnelle
Sa carrière d'auteur-compositeur-interprète en production musicale a débuté vers 2000, où il a remporté les GMA Dove Awards de l'album de l'année en 2006, pour la musique des Chroniques de Narnia et en 2013 pour A Messenger de Colton Dixon, il a également remporté les GMA Dove Awards en 2015, pour son travail sur Anchor de l'artiste du même nom.

## Discographie

### Comédie musicale cinématographique (Bande originale)
- 2008 : Camp Rock (sorti le 20 juin 2008)

## Nominations et récompense
- GMA Dove Award pour Rock/Contemporain : Album de l'année